# عنفة ذات دورة احتراق بسيطة
تُعد العنفة ذات الدورة البسيطة للاحتراق هي إحدى أنواع العنفات الغازية وتستخدم عادة في توليد الكهرباء و المحركات النفاثة وفي الصناعات الثقيلة مثل البترول والغاز، وتعمل العنفة ذات الدورة البسيطة للاحتراق تبعًا لدورة برايتون وتختلف اختلافًا بسيطًا عن طريقة عمل الدورة المركبة حيث أنها تحتوي علي دورة قدرة واحدة فقط وليس اثنتين كما أنه ليس هناك استعادة للطاقة الموجودة في الحرارة المهدرة من الدورة.

## المزايا
هناك العديد من المزايا التي تتمتع بها العنفة الغازية ذات الدورة المركبة، فالميزة الأهم هي معدل الطاقة المُنتجة من الدورة بالنسبة إلي وزنها وذلك بالمقارنة مع مثيلاتها من العنفات الأخرى.
والميزة الأخرى هي قدرة العنفة علي الوصول إلى الطاقة القصوى لها خلال فترة قصيرة وعلى عكس المحطات الأخرى ذات الحمل الثابت فهي تحتاج إلى وقت قليل حتى يتم توصيلها علي الشبكة بعد تشغيلها، لذلك فإن العنفات ذات الدورة البسيطة للاحتراق تُستعمل بشكل واسع في المحطات التي تعمل في وقت الذروة حيث يمكنها العمل بعض الوقت يوميًا وأكثر وذلك اعتمادًا علي معدل الطاقة المطلوب منها توليده لتلبية احتياجات المنطقة المجاورة للمحطة، حيث أنه في المناطق التي تُعاني من نقص في احتياجات الكهرباء تعمل المحطات الكهربائية فيها خلال معظم فترات اليوم وأحيانًا خلال المساء أيضًا، وعنفة ذات دورة بسيطة للاحتراق ذات حجم كبير يمكنها توليد ما بين 100 و 300 ميغا واط من الطاقة وبكفاءة حرارية تصل إلي 35-40%، وأعلى كفاءة تم الوصول لها كانت 46%.
وتكلفة الاستثمارات في مجال توليد الطاقة بواسطة العنفة ذات الدورة البسيطة للاحتراق أرخص من توليد الطاقة بواسطة المحطات التي تعمل بواسطة الدورة المركبة حيث قامت إدارة معلومات الطاقة الأمريكية بتقدير تكلفة الطاقة المنتجة من المحطات ذات الدورة المركبة بحوالي 500-550$ لكل كيلوواط بينما في المقابل كانت تكلفة الطاقة المنتجة من المحطات التي تعمل بالدورة البسيطة للاحتراق تقريبًا 389$ لكل كيلوواط، ولكن يُصاحب هذا انخفاضا في الكفاءة.
والمحطات التي تستخدم العنفات ذات الدورة البسيطة للاحتراق تطلب تكلفة أقل بكثير من نظيراتها التي تعمل بالفحم أو محطات الطاقة النووية، كما أن وقت الإنشاء لها أقل بكثير من المحطات ذات الحمل الثابت التي قد تستغرق سنوات بينما هي تتطلب من أسابيع إلى شهور قليلة.

## العيوب
الكفاءة الحرارية للعنفة ذات الدورة البسيطة للاحتراق منخفضة بالمقارنة بالدورة المركبة، برغم أن التكلفة الإنشائية لها قليلة إلا أن تكلفة التشغيل لها تكون كبيرة بالمقارنة بالمحطات الأخري، وهذا يُسبب زيادة في تكلفة الكيلو واط لكل ساعة خلال فترات الذروة، ونقص الكفاءة هذا يؤدي إلي زيادة استهلاك وقود الغاز الطبيعي وذلك لتوليد نفس المقدار من الطاقة الكهربائية التي تولده نظيراتها من المحطات الأخرى.